# Gyula Peidl
Gyula Peidl (ur. 4 kwietnia 1873 w Ravazd, zm. 22 stycznia 1943 w Budapeszcie) – węgierski polityk, socjaldemokrata. Premier krótko reaktywowanej Węgierskiej Republiki Ludowej (1-6 sierpnia 1919).

## Życiorys
Przed podjęciem kariery politycznej pracował jako redaktor gazet oraz wydawca. W 1909 roku wstąpił do Socjaldemokratycznej Partii Węgier. Uczestniczył w rządach proklamowanej po rozpadzie Austro-Węgier Węgierskiej Republiki Ludowej (premierów Mihály Károliego i Dénesa Berinkeya) jako minister pracy i związków zawodowych. Opowiadał się przeciwko współpracy z komunistami. W proteście przeciwko koalicji z komunistami opuścił rząd. 21 marca 1919 po upadku rządu Berinkeya na Węgrzech proklamowano Węgierską Republikę Rad a faktyczne przewodnictwo rządu objął Béla Kun (formalnie komisarz ludowy spraw wojskowych i spraw zagranicznych w Rewolucyjnej Radzie Rządzącej).
30 lipca 1919 wojska rumuńskie przełamały front węgierski kierując się na Budapeszt. 1 sierpnia 1919 Bela Kun podał się do dymisji i zbiegł do Austrii. Władzę przejęli węgierscy socjaldemokraci i działacze związkowi, zaś Peidl objął stanowisko premiera. 2 sierpnia 1919 ogłosił formalnie zniesienie Węgierskiej Republiki Rad i przywrócenie Węgierskiej Republiki Ludowej, rozwiązał trybunały rewolucyjne i Gwardię Czerwoną, wypuścił więźniów politycznych i zwrócił właścicielom ziemskim uprzednio znacjonalizowane majątki. W tym czasie wojska rumuńskie kontynuowały ofensywę na Budapeszt, który zajęły 6 sierpnia 1919.
6 sierpnia 1919 po zajęciu Budapesztu przez wojska rumuńskie István Friedrich dokonał bezkrwawego zamachu stanu z poparciem Rumunów, części wojska i policji, przy milczącej akceptacji Ententy, odsuwając rząd Gyuli Peidla, który ustąpił i udał się na emigrację do Austrii. Powrócił na Węgry w 1921, angażując się ponownie w politykę oraz zajmując się działalnością związkową. W latach 1922–1931 był deputowanym Socjaldemokratycznej Partii Węgier do parlamentu węgierskiego .